# Crispy脆樂團
Crispy脆樂團是台灣雙人樂團，由盧羿安（Skippy）、丁律妏（丁不拉丁／丁丁）所組成。2012年獲得第29屆金旋獎創作組第三名，2018年入圍第29屆金曲獎最佳演唱組合，並獲得2023年第34屆金曲獎最佳演唱組合。

## 沿革
Crispy脆樂團，是由主唱兼吉他手盧羿安（Skippy），和多功能樂手丁律妏（丁不拉丁）組成，成立於2010年夏天。
樂團成立之初，Crispy以街頭表演的形式，在台北公館地下道表演。初期表演包括曾在西門町的花蝶1525綠茶館駐唱、天母自由野台、光祭，和許多校園內的活動，並在2011年的1月28日，與鼓手林弼達與bass手石啟瑞，以四人的編制，在「二條通綠島小夜曲」舉行第一場2 sets的售票演出。
2011上半年，Crispy除了表演外，也積極參加校際全國創作比賽中。其中〈流浪〉這一首歌，榮獲了淡江大學金韶獎「創作組第二名」以及「最佳作曲」的肯定；也獲得中華電信創新應用大賽音樂創作校園組「第二名」，並由丁曉雯老師和韓賢光老師製作，將此曲數位發行。
2011下半年，Crispy開始踏進了Live House，在各展演空間如公館河岸留言、女巫店、海邊的卡夫卡、The Wall、賣捌所......等等，進行售票演出。
2012年，Crispy與樂園創意工作室合作，在三月份發行首張EP《這不是脆弱，》。EP 收錄了三首歌〈後來我們〉、〈念舊〉、〈100分〉，和一首純音樂歌曲〈這不是脆弱，〉。在各大唱片行上架，並展開巡迴表演。同年五月的政大金旋獎，Crispy以〈黑洞〉一曲獲得創作組「第三名」。
2012下半年開始進入專輯籌備製作期，Crispy獲得行政院新聞局的樂團補助(現改組為文化部)，再度與樂園創意工作室合作，完成專輯錄製，並參與10月底的台灣樂團潮成果發表會。
2013年3月1日，Crispy正式發行了首張專輯《後來，我們》。跳脫傳統包裝概念，以雙CD、雙繪本的方式呈現。繪本文字由Skippy撰寫，圖畫和專輯包裝設計由丁不拉丁負責，故事內容和專輯歌曲緊密結合，描述成長路上會遇到的課題。「男孩不知道自己要什麼，女孩以為自己知道要什麼，兩人都面臨進入成人世界的抉擇。」非藝術科班的丁丁，耗費一個月親手繪製插圖，讓男孩和女孩分別穿上恐龍與兔子裝扮。繪本中，孩子變成大人以前，都有自己獨特的裝扮，擁有可以隨時變成任何角色的天賦。畫中的孩子沿著時鐘軌道前行，走到數字24時出現一道懸崖，抉擇是否蛻下裝扮跳入大人世界。但他們並未墜入，而是逃向未知的宇宙。Skippy說，這是他們人生的寫照，「因為機械研究所畢業後，我們並未順應體制，反而投入音樂世界。」
2013年四月初Crispy入選了The Next Big Thing大團誕生，並在墾丁春浪音樂創作大賞決賽獲得冠軍，5 月初隨著演出藝人團隊包含張震嶽、陳綺貞、伍佰、王儷婷、王若琳、蕭敬騰前往新加坡參加新加坡春浪音樂節。
2016年Crispy加入金曲音樂製作人陳建騏領軍的 forgood 好多音樂，於2017年發行創作專輯《你快樂，嗎》，在陳建騏、韓立康、黃少雍、黃建為、王希文等金曲王牌陣容的帶領下，音樂更拓展了流行、多元的音樂視野。《你快樂，嗎》是對世界不斷的提問，〈編織星空的人〉迷惘地說：「要怎樣才能用一顆孩子的心在大人世界裡生存？」〈色香味俱全〉是對食物的質疑：「到底還有什麼可以放心吃下肚子？」而擁有〈100 萬〉的人想知道：「你願意用什麼來換取金錢？而又有什麼是再多財富也無法贖回的？」手中緊攢、眼裡所見令人欣羨的擁有，是否就是快樂？丁丁在此專輯裡畫了兩條長長的插圖拉頁，分別代表男孩和女孩離開童年之後，追尋快樂的旅程。Skippy ：「快樂其實是你需要自己去思考的一件事情，每個人快樂的形狀都不同，只有當你遇見了孩子時候的自己，他手上才有你身上欠缺的形狀，所以每個人的快樂，我們相信都要從自己出發。」
2018四月發行單曲《過曝》，不再侷限於清新曲風，另類synth pop的全新嘗試，強而有力的節奏、豐富的電子聲響與雙主唱編排，一高一低的聲線唱著科技時代的焦慮、寂寞與救贖。「活在過度曝光的時代，你看見的是光還是光害？ 」一切的事物都有正反兩面，太多的光就成了光害，而也只有在最深的黑暗裡才看得見最美的星空。面對這個被螢幕籠罩的過曝世界，用一首歌重新思考快樂。
2018以《你快樂，嗎》入圍第29屆金曲獎「最佳演唱組合」。
2020年 9 月 13日 Skippy 於脆樂團十週年演唱會上向丁不拉丁求婚成功 。
2021年，Skippy擔任恐龍的皮的製作人，2021年6月12日完成恐龍的皮首張EP。。

## 音樂作品

### 單曲
| 發行日期      | 歌曲名稱                                |
| 2017年4月18日 | 過曝（页面存档备份，存于）              |
| 2023年8月25日 | Don't Mind Me(楊乃文 feat.Crispy脆樂團) |
| 2025年2月18日 | 雨滴中有你 (難哄OST)                    |
| 2025年8月12日 | 愛呀愛呀愛                              |

### EP
| 發行順序 | 資料                                                   | 曲目                                                |
| 1        | 《這不是脆弱,》 - 發行日期：2012年4月3日               | 曲目列表 1. 這不是脆弱 2. 念舊 3. 後來我們 4. 100分 |
| 2        | 《玩伴》 - 發行日期：2015年5月8日 - 發行公司：亞神音樂 | 曲目列表 1. 玩伴 2. 煙火 3. 這世界沒有你想像的苦澀  |

### 錄音室專輯
| 發行順序 | 資料                                                                                          | 曲目 |
| 1        | 《後來，我們》 - 發行日期：2013年3月5日                                                       | DISC BOY 1. 後來我們 2. 睡賊 3. 學校 4. Whose time is it? 5. 肩膀 6. 流浪(Boy) DISC GIRL 1. As the hands turn 2. 100分 3. 孩子 4. I'm home, dear dad 5. 改變 6. 流浪(Girl) |
| 2        | 《你快樂，嗎》 (In Search of Happiness) - 發行日期：2017年3月2日 - 發行公司：台灣索尼音樂娛樂 | 曲目列表 1. 編織星空的人 (Weaver of Stars) 2. 100萬 (Millions) 3. 你快樂嗎 (In Search of Happiness) 4. 你說風景無法帶走 (The View We Left Behind) 5. 於是你不再感到痛了 (No More Pain) 6. 色香味俱全 (Exquisite Cuisine) 7. 麻辣湯頭 (Spicy Hot Soup) 8. 星空之上 (Above the Stars) 9. 提醒 (Reminder) 10. 燈塔 (Lighthouse) |
| 3        | 《有多少光就有多少黑》 - 發行日期：2019年8月23日 - 發行公司：何樂音樂                         | 曲目列表 1. Deja vu (Feat.熊仔) 2. 有多少光就有多少黑 (Gemini) 3. 虛線 (Will You Follow Me) 4. 宇宙的角落 (Corner of the Universe) 5. 離開與到來 (The Time in Between) 6. 塗抹 (Makeup) 7. 若無其事 (Your Brave Face) 8. 過曝 (Overexposure) 9. 轉圈圈 (In Circles) 10. 為我好 (For My Good)                                 |
| 4        | 《愛是我們必經的辛苦》 - 發行日期：2022年9月30日 - 發行公司：何樂音樂                         | 曲目列表 1. 愛是我們必經的辛苦 (Will Be There) 2. 相愛就是說了100次對不起 (Sorry X 100) 3. 追追追 (Chase! Chase! Chase!) 4. 揹上悲傷北上 (Heading North) 5. 自圓其說 (Drawing Circles) 6. 說得簡單 (Easier Said) 7. 舊家 (Old House) 8. Take It Slow (Feat.恐龍的皮 The Dinosaur's Skin)                                     |

## 電視節目（TVB）
- 2023年：《星光熠熠耀保良》[9]
- 2023年：《J Music》

## 獎項紀錄
| 年份   | 屆次                   | 專輯                   | 獎項             | 入圍                   | 結果 |
| ------ | ---------------------- | ---------------------- | ---------------- | ---------------------- | ---- |
| 2017年 | 第29屆金曲獎           | 《你快樂，嗎》         | 最佳演唱組合獎   | 《你快樂，嗎》         | 提名 |
| 2021年 | 第1屆 PlayMusic Awards | 《時間的手悄悄地翻》   | 年度獨立音樂專輯 | 《時間的手悄悄地翻》   | 獲獎 |
| 2021年 | 第1屆 PlayMusic Awards | 《時間的手悄悄地翻》   | 年度獨立音樂歌曲 | 〈黑暗的盡頭〉         | 獲獎 |
| 2023年 | 第34屆金曲獎           | 《愛是我們必經的辛苦》 | 最佳演唱組合獎   | 《愛是我們必經的辛苦》 | 獲獎 |
| 2023年 | 第34屆金曲獎           | 《愛是我們必經的辛苦》 | 最佳作詞人獎     | 盧羿安〈揹上悲傷北上〉 | 提名 |

## 外部連結
- Crispy脆樂團官方StreetVoice （页面存档备份，存于）
- Crispy脆樂團官方粉絲團（页面存档备份，存于）
- Crispy脆樂團官方Youtube頻道（页面存档备份，存于）
- Crispy脆樂團的Instagram帳戶 （页面存档备份，存于）
- 主唱Skippy的Instagram帳戶
- 主唱丁不拉丁的Instagram帳戶